# 马宁水
马宁水，位于中华人民共和国广东省肇庆市怀集县西部，是绥江右岸支流，发源于怀集县西北的老黄顶，向南流入下竹水库，出库后东南流经蓝钟镇、马宁镇、岗坪镇、梁村镇，最后于县城怀城镇汇入绥江。干流长70千米，河道平均比降2.88‰，流域面积928平方千米。